# San Silvestre Vallecana

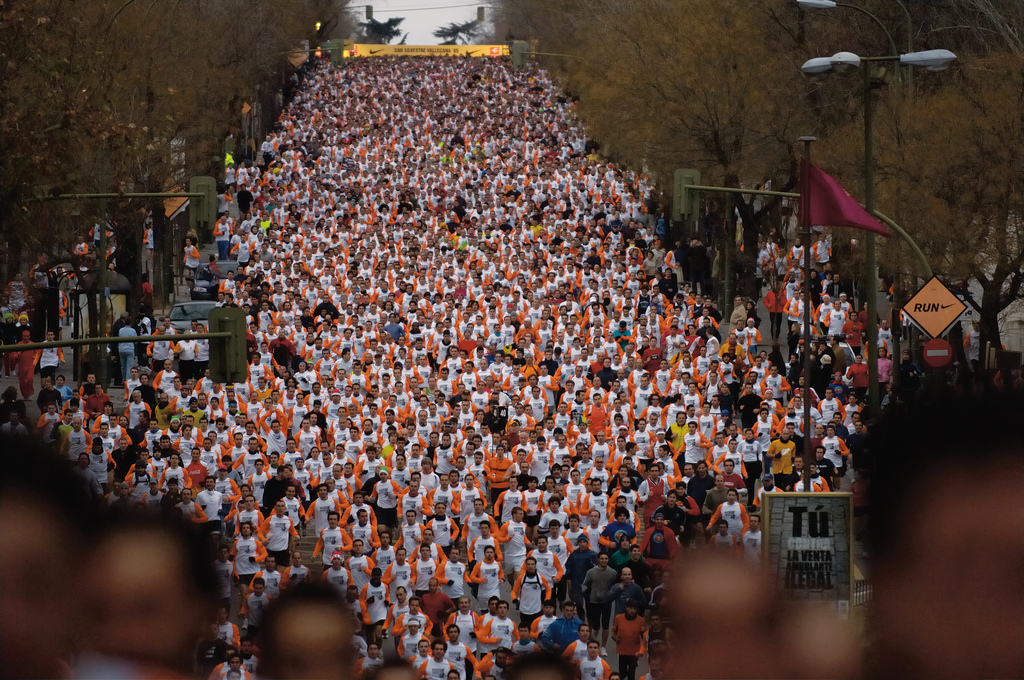
San Silvestre Vallecana 2005

La San Silvestre Vallecana è una corsa su strada di 10 km che si tiene a Madrid, nel quartiere di Vallecas, il 31 dicembre di ogni anno dal 1964.

## Albo d'oro
| Anno | Uomini                | Nazione       | Donne             | Nazione       |
| ---- | --------------------- | ------------- | ----------------- | ------------- |
| 1964 | Jesús Hurtado         | Spagna        | Non disputata     | Non disputata |
| 1965 | Jesús Hurtado         | Spagna        | Non disputata     | Non disputata |
| 1966 | Mariano Haro          | Spagna        | Non disputata     | Non disputata |
| 1967 | Mohamed Gammoudi      | Tunisia       | Non disputata     | Non disputata |
| 1968 | Javier Álvarez        | Spagna        | Non disputata     | Non disputata |
| 1969 | Non disputata         |               | Non disputata     | Non disputata |
| 1970 | Mike Tagg             | Gran Bretagna | Non disputata     | Non disputata |
| 1971 | Mike Tagg             | Gran Bretagna | Non disputata     | Non disputata |
| 1972 | Roger Clark           | Gran Bretagna | Non disputata     | Non disputata |
| 1973 | Mariano Haro          | Spagna        | Non disputata     | Non disputata |
| 1974 | Ian Stewart           | Gran Bretagna | Non disputata     | Non disputata |
| 1975 | Fernando Cerrada      | Spagna        | Non disputata     | Non disputata |
| 1976 | Jim Dingwall          | Gran Bretagna | Non disputata     | Non disputata |
| 1977 | Alastair Hutton       | Gran Bretagna | Non disputata     | Non disputata |
| 1978 | Nathaniel Muir        | Gran Bretagna | Non disputata     | Non disputata |
| 1979 | Carlos Lopes          | Portogallo    | Non disputata     | Non disputata |
| 1980 | Carlos Lopes          | Portogallo    | Non disputata     | Non disputata |
| 1981 | Alex Halgeesten       | Belgio        | Grete Waitz       | Norvegia      |
| 1982 | Steve Harris          | Gran Bretagna | Iciar Martínez    | Spagna        |
| 1983 | José Luis González    | Spagna        | Iciar Martínez    | Spagna        |
| 1984 | Dave Lewis            | Gran Bretagna | Carmen Mingorance | Spagna        |
| 1985 | Dave Lewis            | Gran Bretagna | Mercedes Calleja  | Spagna        |
| 1986 | António Leitão        | Portogallo    | Carmen Valero     | Spagna        |
| 1987 | José Luis González    | Spagna        | Tania Merchieres  | Belgio        |
| 1988 | Gerry Curtis          | Irlanda       | Carmen Mingorance | Spagna        |
| 1989 | Arturo Barrios        | Messico       | Carmen Fuentes    | Spagna        |
| 1990 | Ondoro Osoro          | Kenya         | Aurora Pérez      | Spagna        |
| 1991 | Ondoro Osoro          | Kenya         | Rosa Mota         | Portogallo    |
| 1992 | Paul Bitok            | Kenya         | María Luisa Muñoz | Spagna        |
| 1993 | Ondoro Osoro          | Kenya         | Sonia Escudero    | Spagna        |
| 1994 | Martín Fiz            | Spagna        | Montse Martínez   | Spagna        |
| 1995 | Enrique Molina        | Spagna        | Laura Jiménez     | Spagna        |
| 1996 | Isaac Viciosa         | Spagna        | Aurora Pérez      | Spagna        |
| 1997 | Alberto García        | Spagna        | Patricia Arribas  | Spagna        |
| 1998 | Fabián Roncero        | Spagna        | Patricia Arribas  | Spagna        |
| 1999 | Jon Brown             | Gran Bretagna | Tereza Yohannes   | Etiopia       |
| 2000 | Isaac Viciosa         | Spagna        | Patricia Arribas  | Spagna        |
| 2001 | Isaac Viciosa         | Spagna        | María Abel        | Spagna        |
| 2002 | Isaac Viciosa         | Spagna        | Marta Domínguez   | Spagna        |
| 2003 | José Manuel Martínez  | Spagna        | Marta Domínguez   | Spagna        |
| 2004 | Craig Mottram         | Australia     | Benita Johnson    | Australia     |
| 2005 | Eliud Kipchoge        | Kenya         | Paula Radcliffe   | Gran Bretagna |
| 2006 | Eliud Kipchoge        | Kenya         | Jeļena Prokopčuka | Lettonia      |
| 2007 | Josphat Kiprono Menjo | Kenya         | Vivian Cheruiyot  | Kenya         |
| 2008 | Tadese Tola           | Etiopia       | Marta Domínguez   | Spagna        |
| 2009 | Moses Masai           | Kenya         | Vivian Cheruiyot  | Kenya         |
| 2010 | Zersenay Tadese       | Eritrea       | Jéssica Augusto   | Portogallo    |
| 2011 | Hagos Gebrhiwet       | Etiopia       | Tirunesh Dibaba   | Etiopia       |